# 安德鲁·罗伯森
安德烈·李·罗伯森（英語：André Lee Roberson，1991年12月4日—），美国职业篮球运动员，目前為自由球員。大学效力并毕业于科羅拉多大學，以防守為擅。2016年在凱文·杜蘭特離開雷霆後，成為雷霆不可或缺的重要角色。

## 高中生涯
罗伯森高中效力于圣安东尼奥郊区的科伦·瓦格纳高中，在他的四年级赛季，他场均可以拿到15分12个篮板外加1.7次盖帽。

## 大学生涯
罗伯森选择加入了泰德·博伊尔教练执教的科罗拉多大学，他成为了球队的头号篮板球手，且在2011-12 NCAA赛季在全国篮板榜排名第三，在2012-13 NCAA赛季的全国篮板榜上位居第二，罗伯森还带领水牛队连续两年杀入NCAA锦标赛。
在罗伯森的大四赛季，罗伯森场均能贡献10.9分外加11.2个篮板球，再次入选太平洋12分区最佳阵容，并且当选了太平洋12分区年度防守球员。

## 职业生涯
2013年4月28日，羅伯森宣佈放棄他第四年的大學學業，參加2013年NBA選秀[4][5]。在2013年NBA選秀上，羅伯森在第26順位被明尼蘇達森林狼摘下，隨後送至俄克拉何馬城雷霆[6][7]。
2013年7月13日，雷霆隊總經理薩姆·普雷斯蒂宣佈，球隊已經簽下了羅伯森，7月27日，費城問詢報跟進報告稱，羅伯森的合同是標準的80%[注 1]。在羅伯森的新秀賽季，他總計被8次下放到土爾沙66人。
2016年2月25日，Andre Robertson 出場22分鐘，出手2球全失，轟下0分0籃板0助攻0抄截0阻攻0犯規0失誤，歷史第一。最終雷霆以119:123不敵鵜鶘。

## 打球風格
罗伯森普遍被認為是一名防守扎實的球員，以他6尺7英寸（約2.01M）的身高，可以從1號位守到4號位，且在防守上不貪圖搏命式抄截，以加壓對手降低命中率為主，在雷霆隊時期常常被賦予看守對方頭號得分手任務，職業初期被塑造成一名3D球員。

## 生涯数据

### NBA常规赛
| 賽季    | 球隊             | GP | GS | MPG | FG%  | 3P%  | FT%  | RPG | APG | SPG | BPG | PPG |
| ------- | ---------------- | -- | -- | --- | ---- | ---- | ---- | --- | --- | --- | --- | --- |
| 2013–14 | 俄克拉何马城雷霆 | 40 | 16 | 10  | .485 | .154 | .700 | 2.4 | 0.4 | 0.5 | 0.3 | 1.9 |
| 生涯    |                  | 40 | 16 | 10  | .485 | .154 | .700 | 2.4 | 0.4 | 0.5 | 0.3 | 1.9 |

### NBA季后赛
| 賽季 | 球隊             | GP | GS | MPG | FG%  | 3P%  | FT%  | RPG | APG | SPG | BPG | PPG |
| ---- | ---------------- | -- | -- | --- | ---- | ---- | ---- | --- | --- | --- | --- | --- |
| 2014 | 俄克拉何马城雷霆 | 2  | 0  | 4.5 | .000 | .000 | .000 | 1.0 | 0.0 | 0.0 | 0.0 | 0.0 |
| 生涯 |                  | 2  | 0  | 4.5 | .000 | .000 | .000 | 1.0 | 0.0 | 0.0 | 0.0 | 0.0 |